# Kerststol
Il Kerststol è un dolce natalizio tipico della tradizione dei Paesi Bassi, assai simile al tedesco Stollen.
Si tratta di un pane dolce di forma ovale, il cui impasto è composto da acqua, latte, farina, lievito, burro, zucchero, scorza di limone grattugiata, cardamomo, noce moscata, uva passa, canditi, mandorle, brandy e vaniglia. Al centro dell'impasto così ottenuto si pone poi una pallina di pasta di mandorle. Viene poi cotto in forno ed infine spolverato di zucchero a velo.
Talora viene realizzato senza la pasta di mandorle, prendendo in quel caso il nome di Kerstbrood.